# Diamidofoszfát
A diamidofoszfát (DAP) a legegyszerűbb foszforodiamidátion, képlete PO2(NH2)−2. Foszforiláló ion, és először cukorfoszforilációra használták vizes közegben. A DAP iránt a primordiális kémia terén van különös érdeklődés.

## Sók
Számos MPO2(NH2)2·x H2O képletű fémvegyület ismert.
- A nátriumsó előállítható fenil-foszforodiamidát hidrolízisével.[4] Hexahidrátként kristályosodik ki, és dehidratálható.
- Az ezüstsó (AgPO2(NH2)2) előállítható bromidokkal történő bontással, melyek más sókat hoznak létre.
- Ismert ezenkívül a káliumsó (KPO2(NH2)2) is.
- A foszforodiamidsav trihidrátként kristályosodik.[4]

## Reakciók
Vízmentes nátrium-diamidofoszfát hevítésekor polimerizáció történik:
- 160 °C-on Na2P2O4(NH)(NH2)2, Na3P3O6(NH)2(NH2)2, Na4P4O8(NH)3(NH2)2, Na5P5O10(NH)4(NH2)2 és Na6P6O12(NH)5(NH2)2 jön létre, P–N–P vázakkal. Ezek papírkromatográfiával elválaszthatók.
- 200 °C-on a leggyakoribb a hexafoszfát.
- 250 °C-on a 18 tagú lánc a leggyakoribb.

Hidratált sók hevítése során ammónia képződik oligofoszfátok és polifoszfátok képződésével.
A diamidofoszfát gátolja az ureázokat az aktív hely gátlásával, két nikkelközponthoz kötődve. A diamidofoszfát az ureahidrolízis-intermedierhez hasonlóan viselkedik.
A diamidofoszfát háromértékű, és az aminocsoportok is veszíthetnek hidrogént további sókat képezve. Ezüsttel a reakciók robbanékony vegyületeket is képezhetnek, például tetraezüst-ortodiamidofoszfátot ((AgO)3P(NH2)NHAg és pentaezüst-ortodiamidofoszfátot ((AgO)3P(NHAg)2).

### Szerves észterek és amidok

Fenil-foszforodiamidát, az ureáz gátlója, mely tápanyagként használható

Számos szerves származéka ismert, az egyikük a fenil-foszforodiamidát.

### Reakciói nukleozidokkal
A DAP foszforilálja a dezoxinukleotidokat (a DNS monomereit, melyek polimerizációját is elindítja, létrehozva a DNS-t). A DAP megkönnyíti a nagyobb RNS-szekvenciák (ribozimek) kisebb RNS-szálakból való képződését. Más nitrogénes foszfátszármazékokról is feltételezték az abiogenezisben játszott szerepüket egy elemzésben.